# Метрополитен Джакарты
Метрополитен Джакарты (англ. Jakarta Mass Rapid Transit) — система метрополитена в Джакарте, столице Индонезии. Открыт 24 марта 2019 года. В настоящее время состоит из одной линии с 13 станциями. Сооружение второй линии планируется после 2030 года. Все станции оборудованы платформенными воротами.

## Транспортная ситуация
По переписи на 2012 год в городе живёт 9 761 407 человек, а в метрополии по переписи 2010 года живёт 28 019 545 человек. Если не улучшить транспортную систему, то по прогнозам специалистов город будет стоять в пробках уже к 2020 году.
На сегодняшний день пассажирские перевозки осуществляются автобусами и системой автобусов-экспрессов, такси и пригородной электричкой. Также строится вместе с метрополитеном Монорельс Джакарты.

## Планирование сети
Первые проекты начались проектироваться в середине 1980-х годов. И хотели в 1990-х годах построить метрополитен, но помешал кризис 1997—1999 годов. После кризиса начали делать проект генплана. Церемония закладки метрополитена состоялась 10 октября 2013 года. Первый участок был открыт 24 марта 2019 года

## Описание сети
Метрополитен будет состоять из двух линий при планируемой длине в 108 км, включая 26,7 км по красной линии (от Лебак-Булуса до Анкола) и 87 км по желтой линии (от Чикаранга до Балараджи).
| Цвет и название линии   | Этап                   | Дата                    | Конечная станция                     | Станций                | Длина                  | Депо                               |
| Введены в эксплуатацию  | Введены в эксплуатацию | Введены в эксплуатацию  | Введены в эксплуатацию               | Введены в эксплуатацию | Введены в эксплуатацию | Введены в эксплуатацию             |
| ----------------------- | ---------------------- | ----------------------- | ------------------------------------ | ---------------------- | ---------------------- | ---------------------------------- |
| Север–Юг                | 1                      | 24 март 2019            | Лебак Булус Бундаран Хотел Индонезия | 13                     | 15,7 км (9,8 миль)     | Лебак Булус                        |
| Строительство           |                        |                         |                                      |                        |                        |                                    |
| Север–Юг                | 2A                     | Апрель 2025 Август 2027 | Бундаран Хотел Индонезия Кота        | 7                      | 5,8 км (3,6 миль)      | Лебак Булус                        |
| Планируется             |                        |                         |                                      |                        |                        |                                    |
| Север–Юг                | 2B                     | 2028                    | Кота Анкол Барат                     | 3                      | 5,2 км (3,2 миль)      | Анкол Барат                        |
| Восток–Запад            | 3A                     | 2030е                   | Калидерес Семпака Бару               | Пока неизвестно        | 20,1 км (12 миль)      | Уджунг Ментенг (предварительно)    |
| Восток–Запад            | 3B                     | 2030е                   | Семпака Бару Уджунг Ментенг          | Пока неизвестно        | 11,6 км (7,2 миль)     | Уджунг Ментенг (предварительно)    |
| Пока неизвестно(на юге) | 4                      | 2030е                   | Фатмавати TMII                       | Пока неизвестно        | 12 км (7,5 миль)       | Каппунг Рамбутанг (предварительно) |

### Линия Север-Юг
Линия проектируется в два участка. Вся линия будет длиной 21,7 км и будет иметь 21 станцию.

#### 1-й участок 1-й линии ( Этап 1)
Первый участок протяженностью 15,7 км соединяет Лебак Булус с Бундараном HI и состоит из 13 станций (7 надземных станций и 6 станций метро). Министерство транспорта Индонезии одобрило этот план в сентябре 2010 года и объявило тендеры. Строительство началось в октябре 2013 года.
Первый участок был открыт для бесплатного обслуживания 24 марта 2019 года. Коммерческое обслуживание началось 1 апреля 2019 года.  Ожидается, что на первом этапе будет обслуживаться 212 000 пассажиров в день. Ожидаемая мощность может быть увеличена до 960 000 в день. Расстояние в 15,7 км преодолевается менее чем за 30 минут. В течение первого месяца эксплуатации этой линией ежедневно пользовались 82 000 пассажиров.
Первый участок линии Север-Юг. Разгружает Южную Джакарту
(станции приведены в порядке с севера на юг)
- Бундаран Хотел Индонезия
- Дукух Атас БНИ
- Сетиабуди Астра
- Бендунган Хилир
- Истора Мандири
- Сенаян
- АСЕАН
- Блок М
- Блок А
- Хаджи Нави
- Чипете Рая
- Фатмавати
- Лебак Булус

#### 2-й участок 1-й линии (Этап 2)
Первоначально планировалось, что Второй участок продолжится от Бундарана HI до Кампунг-Бандана в Северной Джакарте. Однако проблемы с отводом земли препятствовали этому процессу, что побудило администрацию найти альтернативное место, которое также будет спроектировано для размещения депо поездов.
1 января 2019 года президент-директор MRT Джакарты Уильям Сабандар заявил, что администрация города решила сделать Кота конечной станцией для этапа 2. Затем расширение было переименовано в этап 2A.
Этап 2A продлит красную линию на север от Бундарана HI до Коты и будет состоять из 7 станций протяженностью 5,8 км. Первоначально планировалось, что участок будет полностью введен в эксплуатацию к марту 2026 года. Однако из-за проблем с обеспечением участников торгов на строительство и последствий пандемии COVID-19 ожидается, что участок будет полностью введен в эксплуатацию к середине 2027 года . Ожидается, что строительство этапа 2А будет стоить 22,5 трлн рупий .
20 февраля 2019 года было объявлено, что Красная линия будет продлена дальше в сторону Анкола. Расширение было названо Этап 2B.
17 февраля 2020 года, во время подписания контракта CP201 на строительство первых двух станций расширения Этапа 2A, администрация объявила, что Этап 2B будет состоять из 3 станций и в настоящее время проходит технико-экономическое обоснование, и ожидается, что ее строительство начнется в середине 2022 года.
Этап 2А строительства был начат 22 марта 2021 года, несколько дорожных потоков будут изменены около строительных площадок до 30 июня 2021 года.
2-й участок 1-й линии будет состоять из 8 станции и 6,0 км. Будет связывать юг с центром и с севером.
(станции приведены в порядке с севера на юг)
- Кампунг Бандан
- Кота
- Глодок
- Мангга Бесар
- Савах Бесар
- Хармони
- Монас
- Саринах

После постройки линией Север — Юг будет пользоваться, по предварительным подсчётам, 60 % жителей Джакарты.

### Линия Восток-Запад
Вторая линия планируется с востока на запад от Чикаранга (Западная Ява) до Балараджи (Бантен) через Центральную Джакарту. Предполагается, что длина линии составит 87 километров и на ней будет более 20 станций. Как и Красная линия, Желтая линия также будет построена поэтапно. Планируется, что Желтая линия пересечется с Красной линией на станции Тамрин.
Планируемая дата открытия первого участка — 2027 год.

#### Этап 3
Этап 3 будет протяженностью 31,7 км и протянется от Калидереса в Западной Джакарте до Уджунг Ментенг в Восточной Джакарте. В настоящее время он находится на стадии архитектурного проектирования, и первоначально ожидается, что строительство начнется в 2020 году, однако с тех пор оно было отложено.